# گونیلی
گونیلی (یونانی: Κιόνελι; ترکی استانبولی: Gönyeli)  دفاکتو در ناحیه فاماگوستا در کشور به رسمیت نشناخته‌شده قبرس شمالی  واقع شده‌است. جمعیت این شهر ۱۲٬۱۸۶ نفر است.